# Wizja św. Eustachego (obraz Pisanella)
Wizja św. Eustachego - obraz włoskiego malarza Pisanello, powstały na przestrzeni lat 1438–1442. Obecnie znajduje się w zbiorach National Gallery w Londynie. 
Obraz przedstawia świętego Eustachego przed jego nawróceniem. Eustachy był rzymskim żołnierzem i nosił imię Placydas. Epizod przedstawiony na obrazie został zaczerpnięty ze Złotej legendy, zbioru żywotów świętych, autorstwa Jacopa da Voragine z XII wieku. Według legendy, Placydas podczas polowania ujrzał jelenia i puścił się w pogoń za nim. Jeleń uciekł na wysoką skałę. Między jego rogami Placydas zobaczył krucyfiks, który przemówił do niego: Placydasie ! Dlaczego mnie ścigasz? Ukazałem ci się w postaci tego zwierzęcia, aby cię ocalić. Placydas miał po tym zdarzeniu przyjąć chrzest i przybrać imię Eustachy. Stał się przykładem nawrócenia. 
Pisanello namalował tę scenę przedstawiając arystokratycznego młodzieńca ze swojej epoki. Dwie główne postacie, młodzieniec i jeleń, pokazane są z profilu. Otaczający ich las przedstawiony jest z góry. Wokół centralnych postaci znajduje się wiele symbolicznych szczegółów, odnoszących się do nawrócenia Placydasa. Postać jelenia symbolizuje Chrystusa i jego zwycięstwo nad diabłem. Królik w tym przypadku symbolizował człowieka (młodzieńca), uciekającego przed szatańskimi pokusami i zwracającego się ku Bogu. Pokusy zła są symbolizowane przez charty i niedźwiedzia. Wymowa obrazu ma odwrócone znaczenie symboliczne: wydany na pastwę diabła Placydas zostaje uratowany dzięki interwencji Boga. 